# Disney Village

Logo del Disney Village

Disney Village è un grande complesso formato da negozi, ristoranti ed altri locali pubblici all'interno di Disneyland Paris situato a Marne-la-Vallée, Francia e originariamente chiamato Festival Disney, che aprì il 12 aprile del 1992 in contemporanea con il parco a tema Euro Disneyland, oggi chiamato Disneyland Park. Modellato sui complessi Downtown Disney di Disneyland Resort, California e Disney Springs di Walt Disney World Resort, Florida, è situato tra i due parchi a tema di Disneyland Paris: Disneyland Park e Walt Disney Studios. Al suo interno si trovano un cinema multisala, ristoranti esclusivi e molti negozi tematici Disney.

## Storia

### Concetto iniziale
Per la progettazione fu scelto l'architetto canadese Frank Gehry il cui concetto per il distretto dedicato alla ristorazione e allo shopping era quello di una grande strada centrale piena di vita e musica, illuminata da tutti i lati, con un cielo stellato composto da 3.600 lampadine a bassa intensità. 
Le colonne che sostenevano la ragnatela di lampadine erano state progettate ispirandosi a degli ipotetici resti di una vecchia centrale elettrica che l'architetto aveva immaginato come fosse stata abbandonata dopo che il sito venne convertito in un festival del modo di vita americano, da est alla costa occidentale.

### Modifiche, cambiamenti ed espansioni

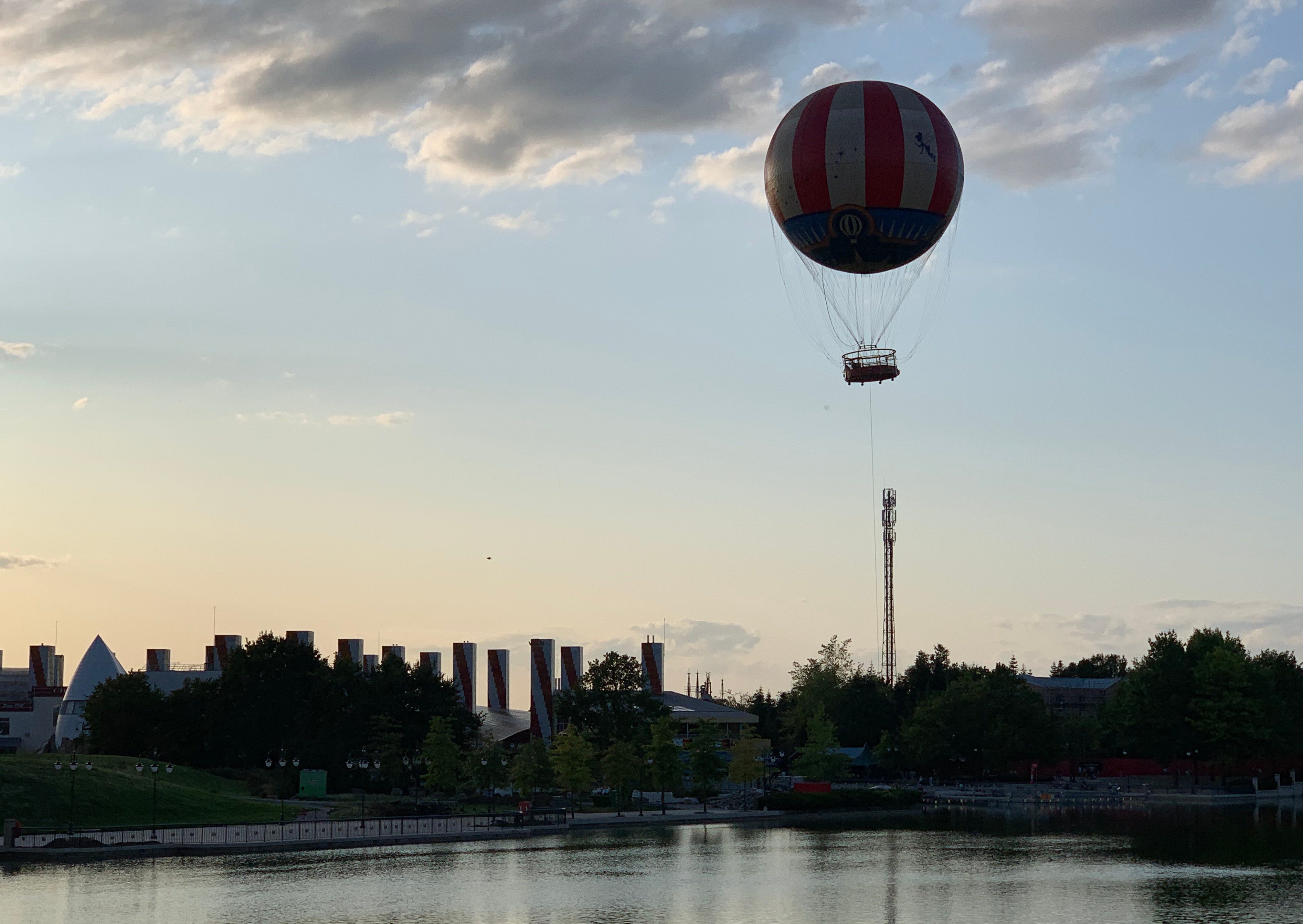
Il pallone frenato PanoraMagique in volo sopra al Disney Village.

Fin dall'inizio però, il progetto è stato accusato di dare una sensazione fredda, industriale e senz'anima. Il concetto di Frank Gehry, mutilato e frainteso, ha pertanto subito numerosi cambiamenti negli anni: il cielo stellato, i suoi piloni di supporto, le luci al neon e il palco centrale sono stati tutti rimossi e molti negozi e ristoranti a tema americano sono stati chiusi o sostituiti con altri più generici.
Nel dicembre del 2004 l'espansione è iniziata con l'apertura di un nuovo parcheggio multipiano, seguita dall'inaugurazione di un cinema IMAX compreso nel multisala Gaumont. Ulteriori espansioni includono un ristorante italiano, un ESPN Sports Bar ed un ingresso dedicato al resort della stazione ferroviaria ad alta velocità di Marne-la-Vallée - Chessy.
Nel 2018 è stato annunciato un piano di espansione e di rinnovo per tutta l'area del Disney Village che vedrà anche la costruzione di un nuovo centro convegni.
Nel 2020, la zona di intrattenimento è stata chiusa per diversi mesi a causa dell'emergenza per la pandemia di Covid-19. A causa della conseguente situazione economica precaria che si è venuta a creare, la Disney ha pertanto deciso di chiudere definitivamente lo spettacolo Buffalo Bill's Wild West Show che, sin dall'apertura del resort nel 1992, era stata la principale attrazione del Disney Village.

## Luoghi

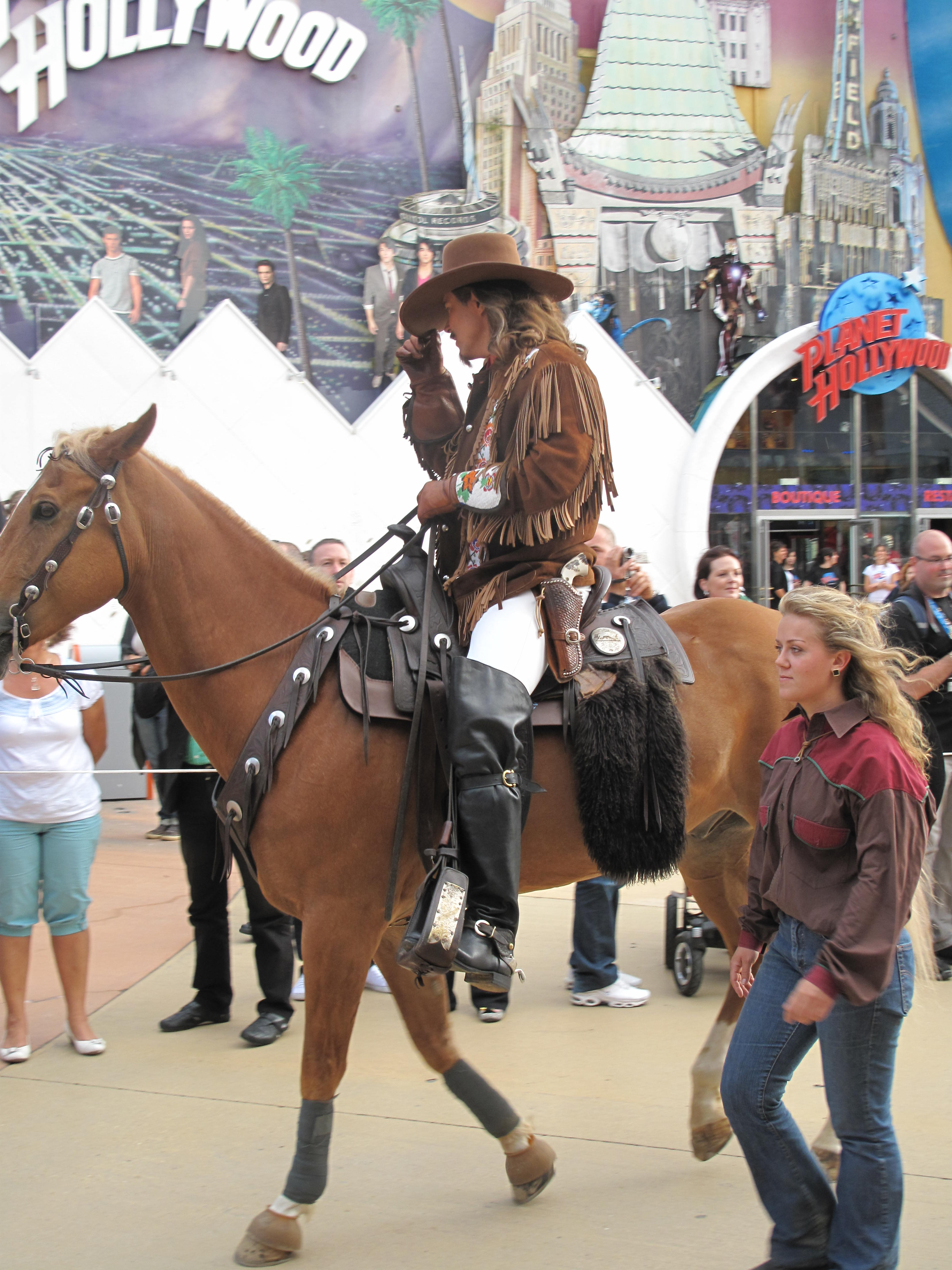
I personaggi del Buffalo Bill's Wild West Show fanno una parata per le strade del Disney Village nel 2012.

### Intrattenimento
- Gaumont Cinema (cinema con sala IMAX)
- PanoraMagique Balloon (il più grande pallone frenato del mondo che permette di portare fino a 30 visitatori alla volta ad un'altezza di 100 metri da terra sopra al Lake Disney permettendo una visuale a 360° di tutto il complesso del Disneyland Paris Resort)
- Concerti al Billy Bob's (svariati concerti in stile rock e country all'interno del Billy Bob's Country Western Saloon)
- Sala Giochi (l'ultima rimasta in tutto il complesso è situata tra il Disney Store e lo Sports Bar)

### Ristoranti
- Annette's Diner (servizio al tavolo)
- Billy Bob's Country Western Saloon (servizio al tavolo)
- La Grange (servizio buffet)
- McDonald's (ristorazione rapida)
- New York Style Sandwiches (ristorazione rapida)
- Rainforest Cafe (servizio al tavolo)
- Sports Bar (bar/ristorazione rapida)
- Starbucks Coffee (sala da caffè)
- The Steakhouse (servizio al tavolo)
- Earl of Sandwich (ristorazione rapida)
- Five Guys (ristorazione rapida)
- Vapiano (ristorazione rapida)
- Rosalie French Brasserie (apertura nel 2023)[8][9]
- The Royal Pub (pub)[10]

### Negozi
- World of Disney
- Disney Store
- Disney Fashion
- Art Gallery (ex The Disney Gallery)

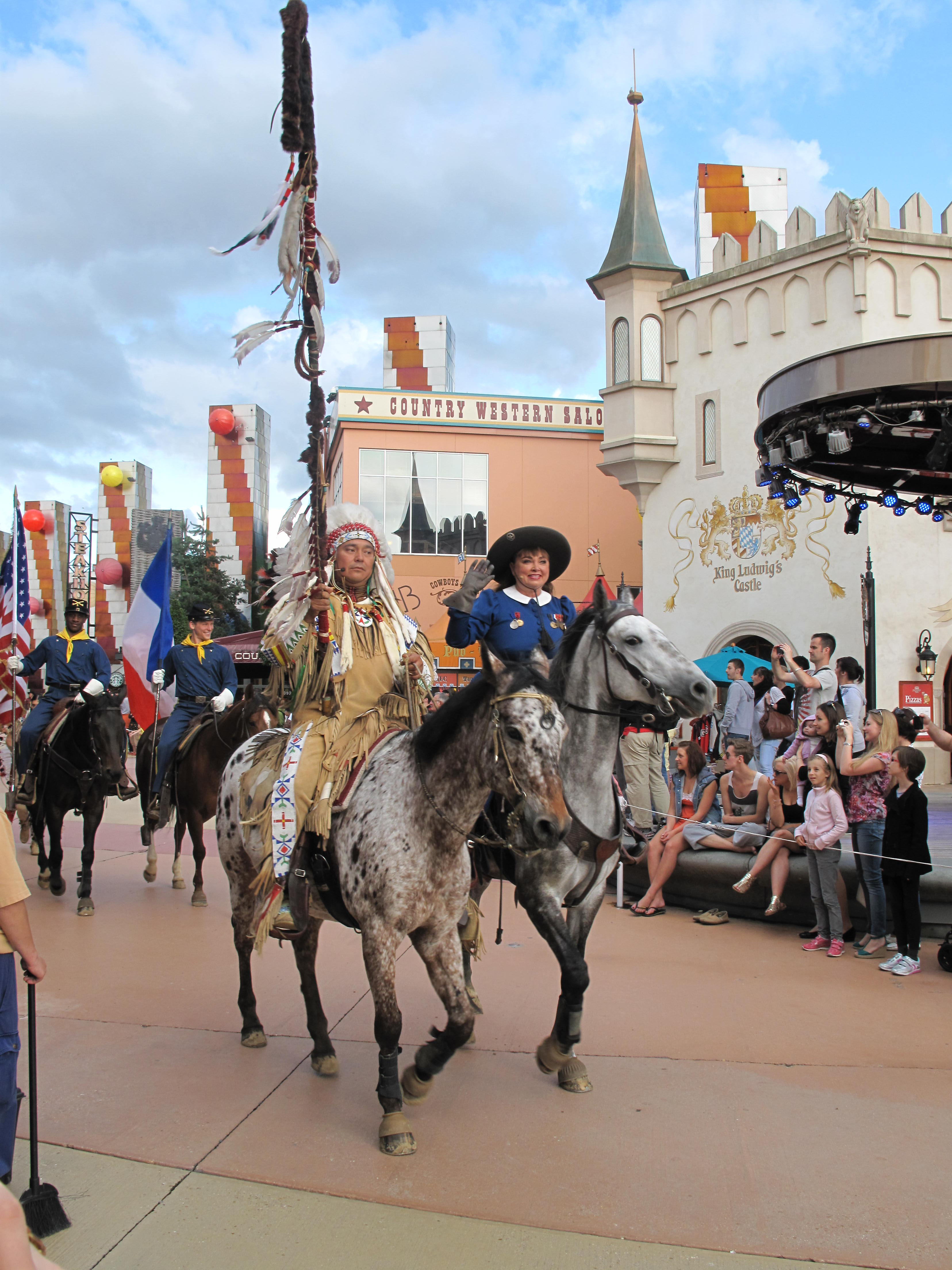
Parata dei personaggi dello show Buffalo Bill's Wild West Show chiuso definitivamente nel 2021.

- World of Toys
- LEGO Store
- Rainforest Cafe Store

### Ristoranti e locali chiusi
- Streets of America - chiuso nel 1993
- The Surf Shop - chiuso nel 1993
- Key West Seafood - chiuso nel 1999
- Los Angeles Bar & Grill - chiuso nel 2002
- Rock'n'Roll America - chiuso nel 2003
- Buffalo Trading Company - chiuso nel 2009
- Hurricanes Discotheque - chiuso nel 2010
- Hollywood Pictures - chiuso nel 2013
- NEX Fun Bowling & Games - chiuso tra il 2013 e il 2017[11]
- Buffalo Bill's Wild West Show (cena-spettacolo in stile Far West con esibizioni acrobatiche dal vivo con animali e la presenza dei personaggi Disney)[12] - chiuso inizialmente nel corso del 2020 a causa dell'emergenza per la pandemia di Covid-19 assieme ai due parchi Disney, lo spettacolo non ha più riaperto, a differenza dei due parchi, e ha chiuso i battenti definitivamente nel 2021 quando ne è stata rimossa anche la famosa insegna.[7][13][14] A sancirne la chiusura definitiva sono state anche le accuse degli ultimi anni che lo avevano definito uno spettacolo ormai obsoleto, crudele verso gli animali e razzista nei confronti dei nativi americani.[15]
- Planet Hollywood e Planet Hollywood Shop - chiusi nel 2023[16]
- King Ludwig's Castle e relativa boutique - chiusi nel 2023[16]
- Café Mickey - chiuso nel 2023[17]